# Hyseas III
Hyseas III ist der Name eines Projektes zum Bau einer Fähre mit Brennstoffzellenantrieb. Es wurde 2018 gestartet. Beteiligt waren zu dem Zeitpunkt das Orkney Island Council, Kongsberg in Norwegen, die europäische Niederlassung von Ballard Power Systems in Dänemark, das DLR, die Fährbetreibervereinigung InterFerry aus Belgien, der Wasserstofferzeuger und -vertreiber McPhy, die Werft Ferguson Marine in Glasgow und die University of St. Andrews in Edinborough. Das Projekt wird von der EU unterstützt. Projektkoordinator ist Dr. Martin Smith von der Universität St. Andrews.

## Projekt
Das Projekt wurde am 1. Juli 2018 gestartet. Das Schiff sollte ab 2019 auf der schottischen Werft Ferguson Shipbuilders in Glasgow gebaut werden. Der Stapellauf war für die zweite Hälfte des Jahres 2020 in Aussicht genommen. Für den Betrieb ab 2021 war die Strecke zwischen Kirkwall und Shapinsay vorgesehen. Der zum Betrieb der Fähre benötigte Wasserstoff sollte auf der Orkney-Insel Eday vom 2013 gegründeten European Marine Energy Centre hergestellt werden. Das EMEC-Testgelände erhielt 2016 einen 0,5 MW Polymer-Elektrolyt-Membran-Elektrolyseur. Der Strom dafür stammt ausschließlich aus Wind-, Wellen- und Gezeitenkraftwerken. Die Brennstoffzelle für die Fähre wird von der Firma Ballard Power Systems gebaut.
2021 wurde Ferguson Marine nicht mehr als beteiligt gelistet. In anderer Rolle war Arcsilea Marine Consulting in London hinzugekommen. Als für das Schiffsdesign und die Entwicklung verantwortlich war Caledonian Marintime Assets Ltd. angegeben. Vorgesehen wurde ein etwa 40 Meter langes Schiff für 120 Passagiere, 16 Pkw und zwei Lastwagen. Nach Verzögerungen im Ablauf stellte CMAL im Oktober 2021 einen ersten Entwurf für das Schiff vor.